# APIE
Em Moçambique, com a nacionalização dos imóveis de rendimento em 1976, o governo criou uma empresa chamada Administração do Parque Imobiliário do Estado, mais conhecida por APIE, para gerir aqueles imóveis. A APIE celebrava os contratos de arrendamento, cobrava as rendas, garantia a manutenção dos imóveis e assumia as despesas dos espaços comuns (guardas, elevadores, limpeza, etc.)
Em 2006 dos 70 mil imóveis geridos pela empresa apenas 14 mil ainda não haviam sido alienados desde 1996 quando esse processo se iniciou e em 2008 esse número caiu para 10 mil. Segundo o ministro de Obras Pública e Habitação: "Hoje a cidade está a ruir e os novos donos de imóveis revelam-se incapazes de reabilitá-los" motivo pelo qual o processo de alienação foi iniciado.

Ainda nesse ano é criada através da lei 1/2006 a AT (Autoridade Tributária de Moçambique) que passa a receber a receita proveniente dos imóveis públicos anteriormente cobrados pela APIE. Essa alteração significaria a extinção da APIE, já que somente 10 mil imóveis ficariam sob responsabilidade da APIE e teriam como meta a alienação dos mesmos até o ano de 2010.